# 長嶋南子
長嶋 南子（ながしま みなこ、1943年 -）は、日本の詩人。

## 来歴
1943年、茨城県生まれ。
1980年代より詩誌「現代詩手帖」「現代詩ラ・メール」「詩学」「詩人会議」などで活躍。
1998年、詩集「あんパン日記」で第31回小熊秀雄賞を受賞。
日本現代詩人会理事。「きょうは詩人の会」「すてむ」同人。
実息はイラストレーターのゴンゴンこと長嶋五郎。

## 詩集
- 『ひょうたんへちま』青磁社、1986年
- 『失語』青磁社、1991年
- 『鞍馬天狗』夢人館、1995年
- 『あんパン日記』夢人館、1997年　第48回H氏賞候補／第31回小熊秀雄賞受賞
- 『ちょっと食べすぎ』夢人館、2000年
- 『シャカシャカ』夢人館、2003年　第22回現代詩人賞候補
- 『猫笑う』思潮社、2009年　第28回現代詩人賞候補／第12回小野十三郎賞候補
- 『はじめに闇があった』思潮社、2014年　第33回現代詩人賞候補
- 『家があった』空とぶキリン社、2018年　第52回日本詩人クラブ賞候補
- 『海馬に乗って』空とぶキリン社、2020年

## 共著
- 『羊の詩 1943年生れの詩人たち 詩華集』（葵生川玲編）視点社、2013年

## エッセイ
- 『花は散るもの 人は死ぬもの』花神社、2016年

## 関連人物
- 小柳玲子
- 高階杞一